# Економічна оцінка земель
Економі́чна оці́нка земе́ль — визначення відносної продуктивності та загальної цінності землі.Заключний етап складання земельного кадастру.

## Основні сфери застосування
Реальна оцінка землі як природного ресурсу і засобу виробництва в сільському і лісовому господарстві та як просторового базису в суспільному виробництві за показниками, що характеризують продуктивність земель, ефективність їх використання та дохідність з одиниці площі. 

## Доцільність
Економічна оцінка земель різного призначення проводиться для порівняльного аналізу ефективності їх використання. 
Дані економічної оцінки земель є основою грошової оцінки земельної ділянки різного цільового призначення. 

## Оціночні параметри
Економічна оцінка земель визначається в умовних кадастрових гектарах або у грошовому виразі.